# Edmund Nagy
Edmund Nagy, indicato da alcune fonti anche come Miklós Nagy o Nicule Nagy (1918), è stato un calciatore rumeno, di ruolo attaccante.